# Club Deportivo Carranza
El Club Deportivo Carranza es un equipo de fútbol madrileño que milita en el grupo 2 de la Primera Regional.

## Historia
El equipo fue fundado en el año 1968 en la localidad madrileña de San Sebastián de los Reyes, por un grupo de amigos del céntrico barrio sansero de Baunatal que se juntaban a menudo para jugar al fútbol. El nombre del equipo viene dado por la calle Carranza, una de las más antiguas del municipio y situada muy cerca de la Plaza de la Fuente. Entre este grupo de amigos rápidamente tomó un papel destacado Florentino Ortiz, conocido por todos como Flores. Flores fue la persona que anticipó dinero para que el equipo pudiera crearse y que siempre estuvo ligado al club, como presidente en una época y como socio siempre, hasta su fallecimiento.
Una vez tomada la decisión de crear el equipo, el siguiente paso fue la elección y adquisición de la primera indumentaria oficial. El color de las camisetas fue casual, pues un grupo de fundadores (entre ellos el primer presidente del club José Hombre) fueron hasta el rastro de Cascorro a comprar una equipación, siendo la más barata que encontraron la que tenía los colores del RCD Español. Una anécdota curiosa es el precio que valió en su día dicha equipación: 3.500 pesetas incluido un balón de regalo. por aquella época, la principal fuente de ingresos era la cuota de 225 pesetas que pagaban los jugadores, que más tarde se redujo a 50 pesetas más las multas estipuladas por el Régimen Interno del club.
El C. D. Carranza fue inscrito en una liga interpueblos y disputó su primer partido frente al C. D. Paracuellos, perdiendo por 4-1. El primer encuentro oficial fue el derbi disputado el 19 de marzo de 1968 frente al Sanse, el gran rival local. En esta primera etapa del club no existía la figura del entrenador, por lo que no se llevaban a cabo entrenamientos de manera regular. Al principio eran los propios jugadores los que decidían la alineación y, más tarde, una persona determinada se encargaba de esta tarea. El primer entrenador encargado de dirigir el Carranza fue Felipe Tormes. Los primeros partidos se disputan en el Arroyo de los Quiñones aunque, poco después, el club fija su residencia en el campo del Depósito (donde actualmente se emplaza el monumento a los encierros). No es hasta varios años después que el club se instala definitivamente en el moderno Polideportivo Dehesa Boyal. 
El primer equipo llegó a jugar en la categoría Regional Preferente de Madrid durante varias temporadas consecutivas, siendo así un equipo referente en el fútbol madrileño. Así mismo, la cantera del Club Deportivo Carranza está muy bien considerada en la zona y tiene algunos de sus equipos en categorías punteras del fútbol base de Madrid.

## Uniforme
- Uniforme titular: Camiseta azul con rayas blancas, pantalón azul y medias azules.
- Uniforme alternativo: Camiseta a rayas amarilla y negra, pantalón negro y medias negras.

## Estadio
RAFAEL DELGADO ROSA (Hierba Artificial) Polideportivo Municipal Dehesa Boyal, en la localidad madrileña de San Sebastián de los Reyes
Las instalaciones deportivas y el terreno de juego, se encuentran dentro del propio polideportivo municipal, en sus inicios, el campo era de césped natural y utilizado por el equipo local de Rugby. En la actualidad el desarrollo deportivo del C.D. Carranza se realiza en el campo anexo de Hierba Artificial que en 2019 se le adjudicó el nombre de RAFAEL DELGADO ROSA “Sevilla” expresidente del Club Deportivo Carranza.

## Jugadores

### Plantilla 2017/2018
Entrenador: Futre

## Temporadas
| Temporada | Liga                | Posición | Copa del Rey |
| --------- | ------------------- | -------- | ------------ |
| 2007/08   | Primera Aficionados | 12       |              |
| 2008/09   | Primera Aficionados | 17       |              |
| 2009/10   | Segunda Aficionados | 3        |              |
| 2010/11   | Primera Aficionados | 11       |              |
| 2011/12   | Primera Aficionados | 16       |              |